# Melormenis leucophaea
Melormenis leucophaea är en insektsart som först beskrevs av Stsl 1864.  Melormenis leucophaea ingår i släktet Melormenis och familjen Flatidae. Inga underarter finns listade i Catalogue of Life.